# الحب الحديث
الحب الحديث (بالإنجليزية: Modern Love)‏ هو مسلسل أنثولوجي كوميديا رومانسية من تطوير جوني كارني عرض على منصة أمازون برايم فيديو في 18 أكتوبر 2019 وتم تجديده وعرض الموسم الثاني في 13 أغسطس 2021.

## روابط خارجية
- الحب الحديث على موقع IMDb (الإنجليزية)
- الحب الحديث على موقع روتن توميتوز (الإنجليزية)
- الحب الحديث على موقع كينوبويسك (الروسية)
- الحب الحديث على موقع ألو سيني (الفرنسية)
- الحب الحديث على موقع قاعدة بيانات الفيلم (الإنجليزية)